# Фишер, Павел
Павел Фишер (чеш. Pavel Fischer; род. 26 августа 1965, Прага) — чешский политик и дипломат, работавший в команде Вацлава Гавела и послом во Франции и Монако, а также был директором Института эмпирических исследований STEM . Кавалер ордена Святого Карла Монако (2009 г.) и французского ордена Почетного легиона (2010 г.). С октября 2018 года он является сенатором, в настоящее время не связанным с клубом и не имеющим политической принадлежности от округа № 1. 17 — Прага 12, избран беспартийным при поддержке ОДС, КДУ-ЧСЛ, ТОР 09 и движения СТАН, во втором туре выборов в Сенат его также поддержала Консервативная партия, Чешская корона и движение КАН . С момента своего избрания он занимал пост председателя комитета по иностранным делам, обороне и безопасности в Сенате.
Он вырос в Праге-Виноградах и в 1990 году изучал французский и чешский языки в Карловом университете, а затем завершил свое образование в области государственного управления во французской школе E.N.A.
Он баллотировался на президентских выборах 2018 года, где занял 3-е место в первом туре имея 526 694 голосов (10,23 %).

## Семья
Отец Ян Фишер (умер в 2022 году)  работал с 1954 года научным сотрудником в Институте физики Академии наук. Он занимался физикой элементарных частиц, а также был заведующим кафедрой физики высоких энергий. Несмотря на ограниченные возможности применения, вызванные тем, что он не был членом Коммунистической партии, он стал ведущим специалистом в своей области. В рамках зарубежного научного сотрудничества работал в странах Восточной Европы, особенно в Италии, Швейцарии, Франции, Германии и США. Он также посвятил себя популяризации науки, переводя научно-популярные и философские тексты. Отец также работал экстерном на физико-математическом факультете Карлова университета, где в 1994 году получил звание университетского профессора. Мать Яна, педагог по музыке и чешскому языку, большую часть своей жизни посвятила воспитанию четверых детей. Позже она преподавала музыку в Средней педагогической школе в Дейвице, Прага.
Павел Фишер женат. У него и его жены Клары трое детей, и они долгое время посвятили себя ежедневному уходу за старшим, Войтехом, который столкнулся с тяжелой инвалидностью, от которой он скончался в 2013 году.  Барбора, Бенедикт и Маркета учатся в университете. Жена Клара работает в домашнем хосписе Cesta domů.

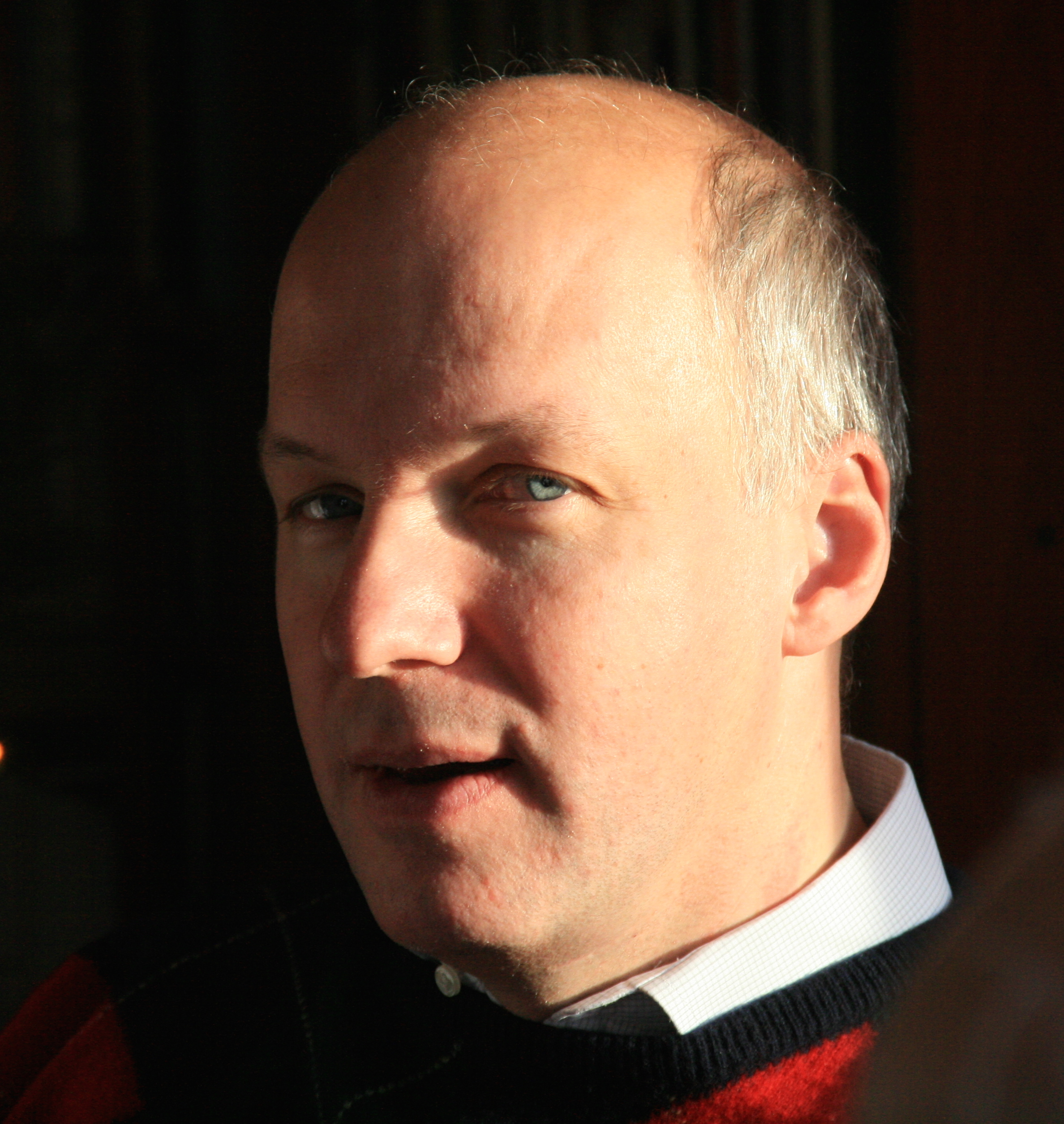
Павел Фишер, 2009 г.

## Учеба и карьерный путь
В юности он посвятил себя музыке и легкой атлетике, а также был членом скаутского отряда «Петка Прага», который до 1990 года был зарегистрирован как молодежный туристический отряд ЧСТВ. Его бойскаутское имя Боб. Он учился игре на скрипке в школе народного творчества, затем самостоятельно научился играть на гитаре. Во время учебы в гимназии в Сладковской площади в Праге в Жижкове работал скрипачом в Пражском студенческом оркестре и пел в Академическом хоре Брикси, а в 1988–1989 годах также в World Youth Choir.
С 1984 по 1990 год изучал французский и чешский языки на факультете искусств Карлова университета в Праге . Он защитил выпускную диссертацию на тему «Несколько заметок по вопросу о галло-романизме и каталонском иберо-романизме». Продолжил обучение в Centre International de Formation Chrétienne в Женеве (1990–1991), где занимался вопросами миграции и беженцев. Он получил образование в области государственного управления в престижной École nationale d’Administration (ENA) в Париже (1998–1999). По его словам, он свободно говорит на французском, английском и каталанском языках.
Кавалер ордена Святого Карла Монако (2009 г.) и французского ордена Почетного легиона (2010 г.).
Принимал активное участие в ряде фондов и ассоциаций. Он является председателем Ассоциации бывших чешских студентов E.N.A, а в период с 1999 по 2003 — председателем совета директоров фонда «Форум 2000», где продолжает работать. Он является членом совета директоров Института Жака Делора в Париже, а также был членом (2016 г.) экспертной рабочей группы Института Монтеня в области европейской обороны и безопасности. Он также является членом Общества Фердинанда Перутки. Он является членом совета директоров некоммерческой организации SIRIRI, которая занимается образовательными программами в Центральноафриканской Республике.

## Политические взгляды
Павел Фишер пропагандирует ориентацию на Запад, он прежде всего выступает за как можно более тесное сотрудничество с соседями по ЕС и другими ключевыми союзниками по НАТО, т.е., например, с США . Как президент, он хотел бы пересмотреть амнистию Клауса .   По его словам, не президент устанавливает параметры перехода на евро, это обязанность правительства.  Он выступает против Закона о всеобщем референдуме .  Он не стал бы назначать премьер-министром человека, который будет привлечен к уголовной ответственности.  Он отменит проверки безопасности в замке, потому что хочет открыть его для публики. Во время дебатов в Брно 13 декабря 2017 г. он призвал президента Земана отчитаться за свою работу и начать участвовать в дебатах. Впоследствии он направил открытое письмо президенту Земану по этому поводу.
Он занимает довольно консервативные политические позиции в обществе. Во время дебатов в Католическом доме Бланско в начале декабря 2017 года на вопрос он заявил, что не назначит гомосексуалиста судьей Конституционного суда Чехии из-за конфликта интересов. Впоследствии он несколько раз извинился за это заявление.    Фишер считал самой большой проблемой в 2017 году «... вторжение технологий в жизнь и частную жизнь людей. Как это ни парадоксально, социальные сети отдаляют нас все больше и больше, мы замечаем явное снижение эмоциональности и креативности как у детей, так и у взрослых. По его словам, социальные сети могут в крайних случаях подорвать доверие в обществе, подорвать диалог и ослабить способность находить политический консенсус.
Фишер поддерживает владение оружием гражданскими лицами, заявляя, что он считает « правильным, что взрослые граждане должны иметь базовые навыки обращения с оружием, чтобы иметь возможность закрепить его или проверить, не заряжено ли оно ». Став президентом, он наложил бы вето на любые ограничения на законное владение оружием гражданскими лицами.

## Кандидат на пост президента Чехии

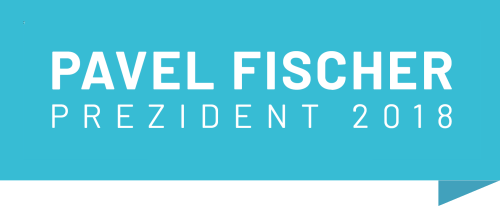
Логотип кампании

### 2018 президентские выборы
В 2016 году Кромержижский вызов рассматривал его как возможного кандидата на пост президента Чешской Республики  . Он также участвовал в нескольких дебатах возможных кандидатов в Ческе-Будейовицах, Писеке, Усти-над-Лабем и Пльзене 5 октября 2017 года , в годовщину со дня рождения Вацлава Гавела, он объявил на пресс-конференции, что получил поддержку необходимого количества сенаторов от ПКР, тем самым официально выдвинув свою кандидатуру на пост президента.   В ноябре 2017 года благодаря поддержке 17 сенаторов стал одним из девяти кандидатов на пост президента. Его поддержали сенаторы от ЧССД, КДУ-ЧСЛ, СТАН, ТОР 09, ОДС и независимые. 

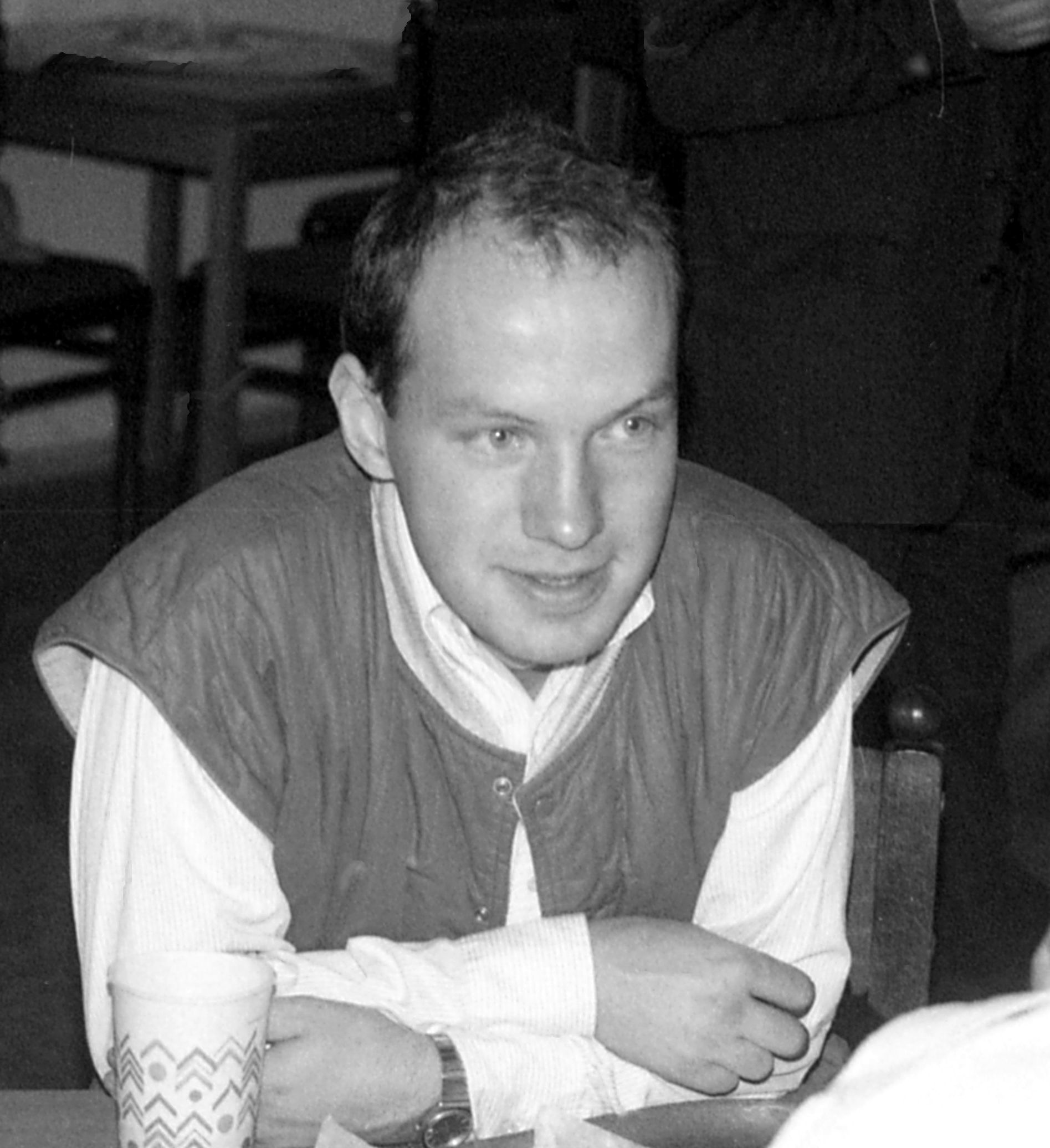
Павел Фишер, 1989 г.

### 2023 президентские выборы
Уже в ноябре 2018 года Фишер объявил, что снова будет баллотироваться на пост президента республики, а именно на президентских выборах 2023 года .  В начале октября 2022 года он объявил, что выдвинет свою кандидатуру в ближайшие недели.  Это произошло на пресс-конференции 18 октября 2022 года, когда он объявил о своей программе и поддержке в общей сложности 51 депутата на пресс-конференции. Фишера поддержала коалиция СПОЛУ, которая в то же время поддержала кандидатуру экономиста Дануши Нерудовой и генерала армии в отставке Петра Павла .
Его программа основана на долгосрочной перспективе для Чехии, основанной на закреплении в евроатлантическом регионе. Он хочет стимулировать обсуждение, в том числе долгосрочных планов в области социальной защиты и здравоохранения, пенсионной устойчивости, условий жизни в социально слабых регионах, устойчивого развития, экологии и защиты климата, ответственного ухода за ландшафтом, цифровизации и модернизации транспортных сетей. Он также озабочен восстановлением государственных финансов, чтобы «…текущие долги не превратились в налоги, которые должны были бы платить наши дети, а Чехия могла стать вассальным государством своих должников. В роли президента он не хочет терять связь с обществом. Поэтому он перенес бы президентскую канцелярию в нижний замок, чтобы чиновники замка не стали «придворными».
Его электоральные предпочтения колеблются в районе 6–9% в опросах общественного мнения.